# Estádio da Luz
Estádio da Luz (wym. [(ɨ)ˈʃtadi̯u dɐ ˈluʃ]; port. Stadion Światła albo Stadion Światłości) – stadion piłkarski w Lizbonie, na którym swoje mecze rozgrywa klub SL Benfica i reprezentacja Portugalii. Jego nazwa pochodzi od słonecznego regionu zwanego Luzytania. Jest drugim o takiej samej nazwie. Stary stadion został otwarty w 1954 r. i liczył sobie 100 tys. miejsc. Na MŚ juniorów w piłce nożnej w 1993 roku jeszcze rozbudowany – finałowy mecz Portugalia – Brazylia obserwowało 127 tysięcy widzów. Był wówczas największy w Europie. Gościł m.in. finał Pucharu Zdobywców Pucharu w 1992.
Przed Mistrzostwami Europy w piłce nożnej w 2004 stadion rozebrano, a na jego miejscu wybudowano mniejszy obiekt mogący pomieścić 65 tys. widzów, o tej samej nazwie. Autorem projektu był Damon Lavelle. Na turnieju finałowym Mistrzostw Europy 2004 rozegrano tutaj kilka meczów, w tym finał pomiędzy Portugalią a Grecją (0:1). W eliminacjach do Euro 2008 reprezentacja Polski zremisowała tutaj 2:2 z reprezentacją Portugalii.
Przed jego bramą stoi pomnik Eusébio.

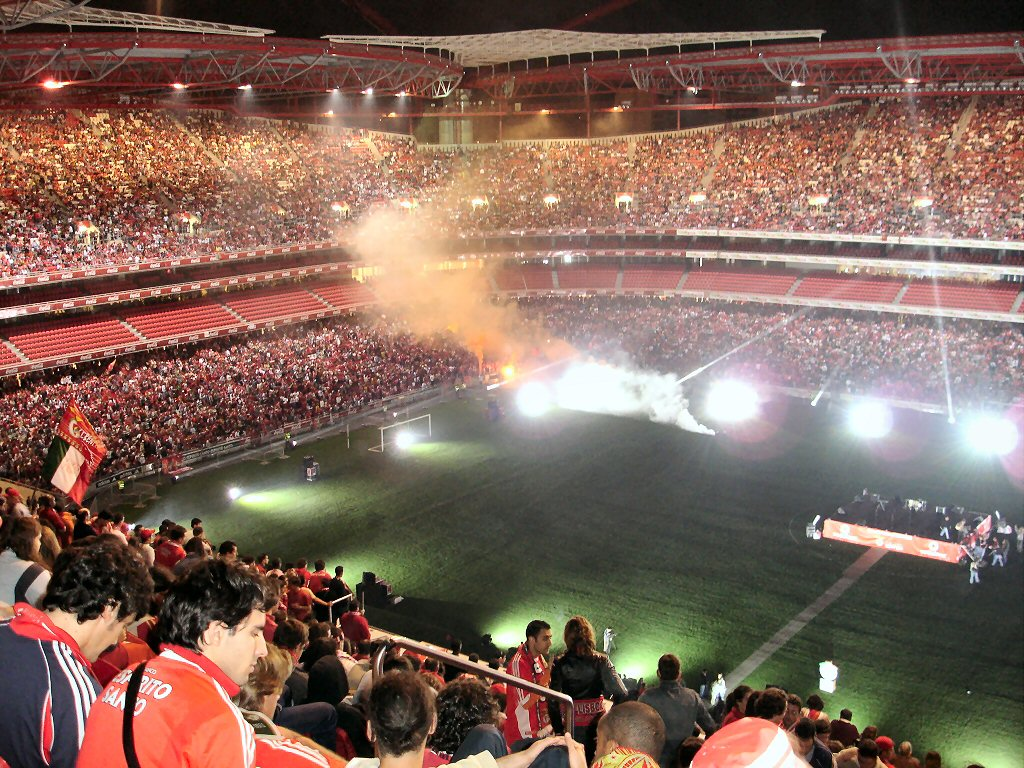
Arena Mistrzostw Europy w 2004
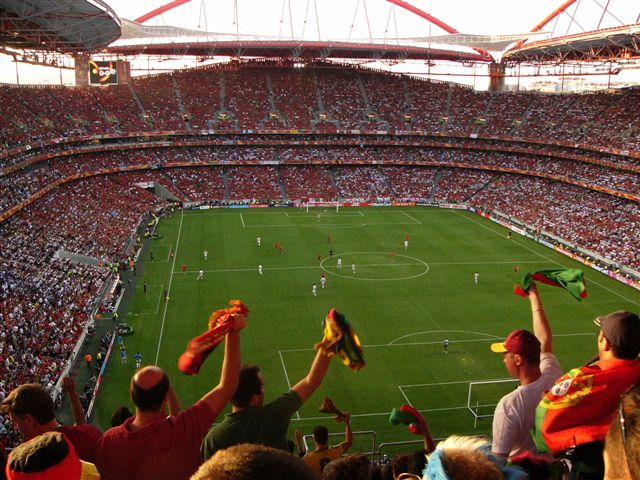
Fani na trybunach
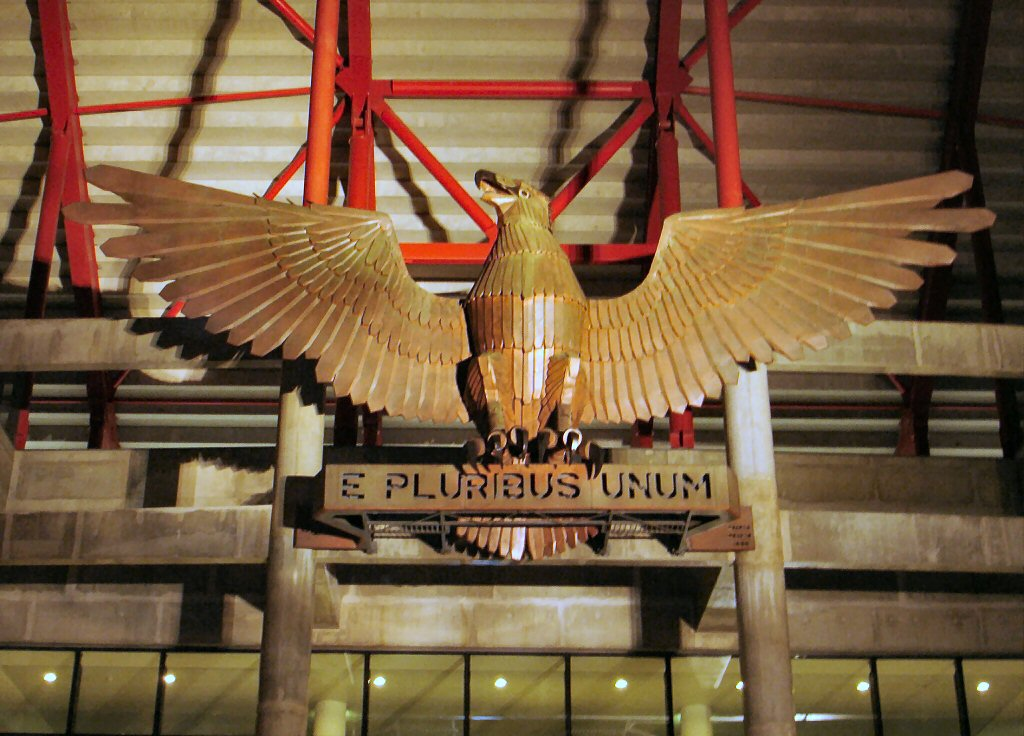
Orzeł Benfiki przy wejściu na stadion
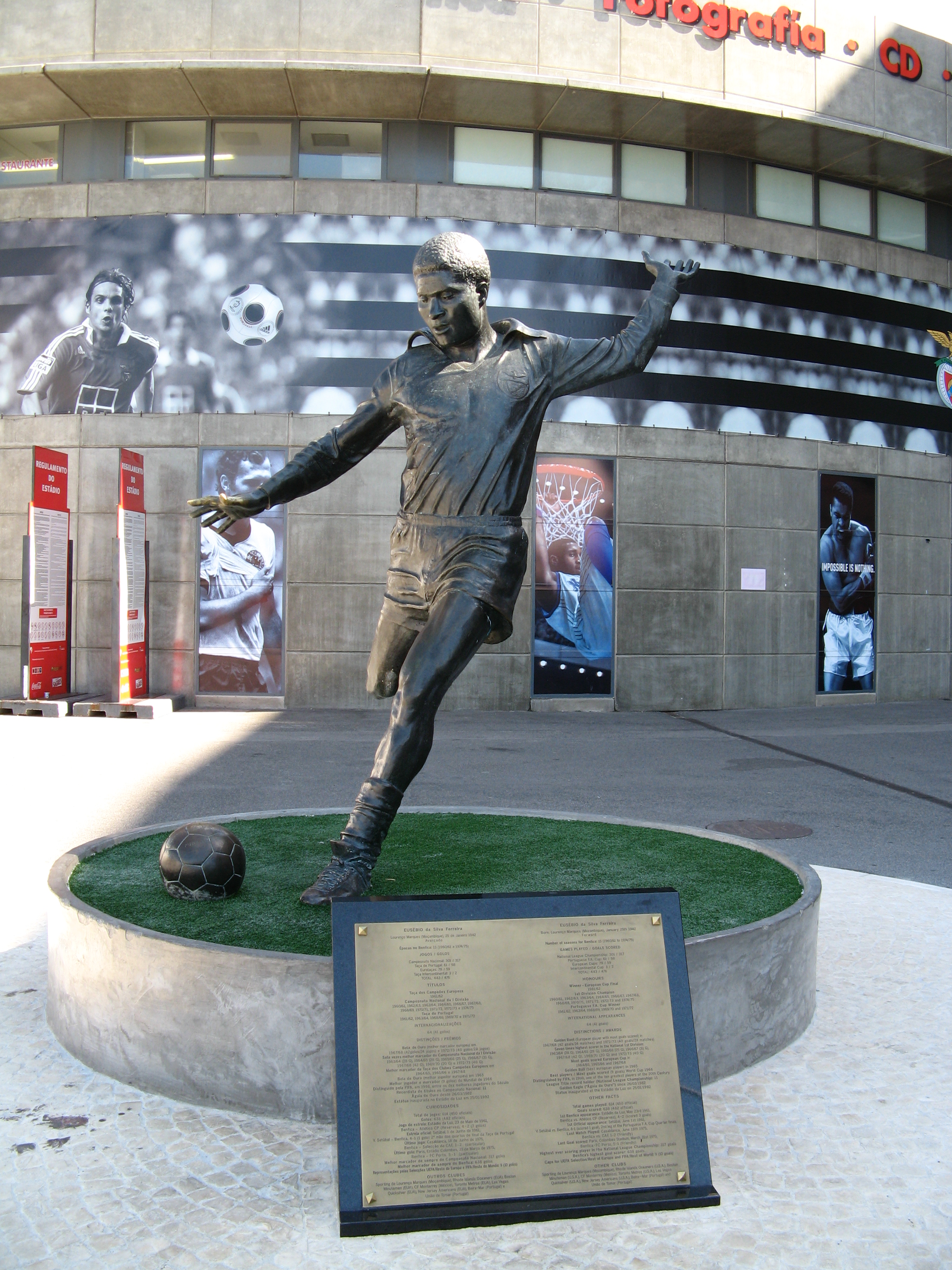
Pomnik Eusebio